# Siriella dayi
Siriella dayi är en kräftdjursart som beskrevs av O. Tattersall 1952. Siriella dayi ingår i släktet Siriella och familjen Mysidae. Inga underarter finns listade i Catalogue of Life.